# 더 콘티넨털: 프롬 더 월드 오브 존 윅
《더 콘티넨털: 프롬 더 월드 오브 존 윅》(영어: The Continental)은 피콕에서 2023년 9월부터 방영된 미국의 범죄 액션 드라마이다. 영화 《존 윅》 시리즈의 프리퀄 스핀오프 작품이다.

## 출연진
- 콜린 우델 - 윈스턴 스콧 역
- 멜 깁슨 - 코맥 역
- 위베르 푸앵트뒤 주르 - 마일스 역
- 제시카 얼레인 - 루 역
- 미셸 프라다 - 케이디 역
- 눙 케이트 - 옌 역
- 벤 롭슨 - 프랭키 역
- 피터 그린 - 찰리 삼촌 역
- 아요미데 아데군 - 카론 역
- 제러미 보브 - 메이휴 역
- 케이티 맥그라 - 심판관 역
- 레이 매키넌 - 젱킨스 역
- 애덤 셔피로 - 레미 역
- 마크 무사시 - 핸젤 역
- 마리나 마제파 - 그레텔 역